# Ruta Estatal de Nevada 171
La Ruta Estatal de Nevada 171, y abreviada SR 171 (en inglés: Nevada State Route 171) es una carretera estatal estadounidense ubicada en el estado de Nevada. La carretera inicia en el Sur desde la I 215     en Boulder City hacia el Norte en el túnel de acceso al Aeropuerto Internacional Harry Reid. La carretera tiene una longitud de 1 km (0,639 mi).

## Mantenimiento
Al igual que las autopistas interestatales, y las rutas federales y el resto de carreteras estatales, la Ruta Estatal de Nevada 171 es administrada y mantenida por el Departamento de Transporte de Nevada por sus siglas en inglés Nevada DOT.